# Télécabine de Oued Koriche
La télécabine de Oued Koriche, ou télécabine de Triolet, est une télécabine de la ville d'Alger, en Algérie, qui relie Oued Koriche à Bouzareah en passant par le quartier de Frais Vallon.

## Historique
Construite par la société suisse Garaventa, la télécabine est mise en service et inaugurée le 15 septembre 2014 par le ministre des Transports, Amar Ghoul.

## Caractéristiques
Il s'agit d'une télécabine à pince débrayable. Composé de deux tronçons, la longueur totale du parcours est de 2 908 mètres. Le premier tronçon relie la partie basse de Oued Koriche, dans le quartier du Triolet à la limite des communes de Bab El Oued et de Oued Koriche, au quartier de Frais Vallon de Bouzaréah ; le second tronçon relie Frais Vallon aux hauteurs de Bouzaréah,.
| Numéro | Nom          | Caractéristique    | Altitude |
| ------ | ------------ | ------------------ | -------- |
| 1      | Oued Koriche | Gare tension       | 60 m     |
| 2      | Frais Vallon | Gare intermédiaire | 265 m    |
| 3      | Bouzaréah    | Gare motrice       | 368 m    |

L'installation dispose de 58 cabines détachables d'une capacité de quinze personnes desservant alternativement les deux stations terminales. La durée du trajet est d'environ 12 minutes à une vitesse moyenne de 6 m/s. Le débit estimé est de 2 400 passagers par heure.

## Exploitation
La télécabine de Oued Koriche est exploitée par l'Entreprise de transport algérien par câbles (ETAC), qui exploite et gère tous les téléphériques et télécabines d'Algérie, avec un service quotidien de 6 h à 19 h.